# Prince Koloni
Prince Koloni, artiestennaam van Ornill Siwo (Sikisani, 28 juli 1976), is een Surinaams-Frans-Guyaans zanger, in de stijlen reggae, kaseko, bigi-poku en aleke.

## Biografie
Ornill Siwo werd in 1976 geboren in Sikisani, een dorpje aan de oostkust van Stoelmanseiland. Hij is een telg uit de muzikale dynastie Fania; zijn vader is een van de koningen van aleke. Hij noemt zich prince vanuit het geloof dat talent wordt doorgegeven via het bloed.
In 1993, hij was toen zestien jaar oud, richtte hij met broers en neven een drumgroep op en traden ze langs beide zijden van de grensrivier Marowijne op met aleke. Ze namen bij elkaar elf cd's op die ze in beide landen verkochten.
In 1998 vertrok hij naar Amsterdam waar hij zeven jaar verbleef. Aangetrokken door rasta-idealen, stapte hij over naar reggaemuziek, waarin hij ook enkele cd's opnam. Een van zijn latere albums, Jah is the way, nam hij gedeeltelijk op in Kingston in de bakermat van de reggae, Jamaica.
In december 2004 keerde hij terug en gaf hij een optreden tijdens het reggaefestival Transamazoniennes in Saint-Laurent in Frans-Guyana. In de loop van de jaren trad hij op tijdens diverse festivals, waaronder meermaals tijdens het Fête de la musique en Moengo Festival.
In de jaren 2010 had hij met King Koyeba meerdere hits in de Surinaamse Top 40, zoals Singi gi deng uma in 2012 en La la in 2013. Zijn nationale Surinaamse doorbraak kreeg hij in 2015 met zijn single Parfum dat wekenlang op de eerste plaats bij meerdere radiostations stond. Hij werd meermaals gevraagd als hoofdact en Parfum werd uitgeroepen tot Best Summer Song 2015.
In 2018 werd Prince Koloni benoemd tot Grootmeester in de Ere-Orde van de Gele Ster.